# St. Leo (Bibra)

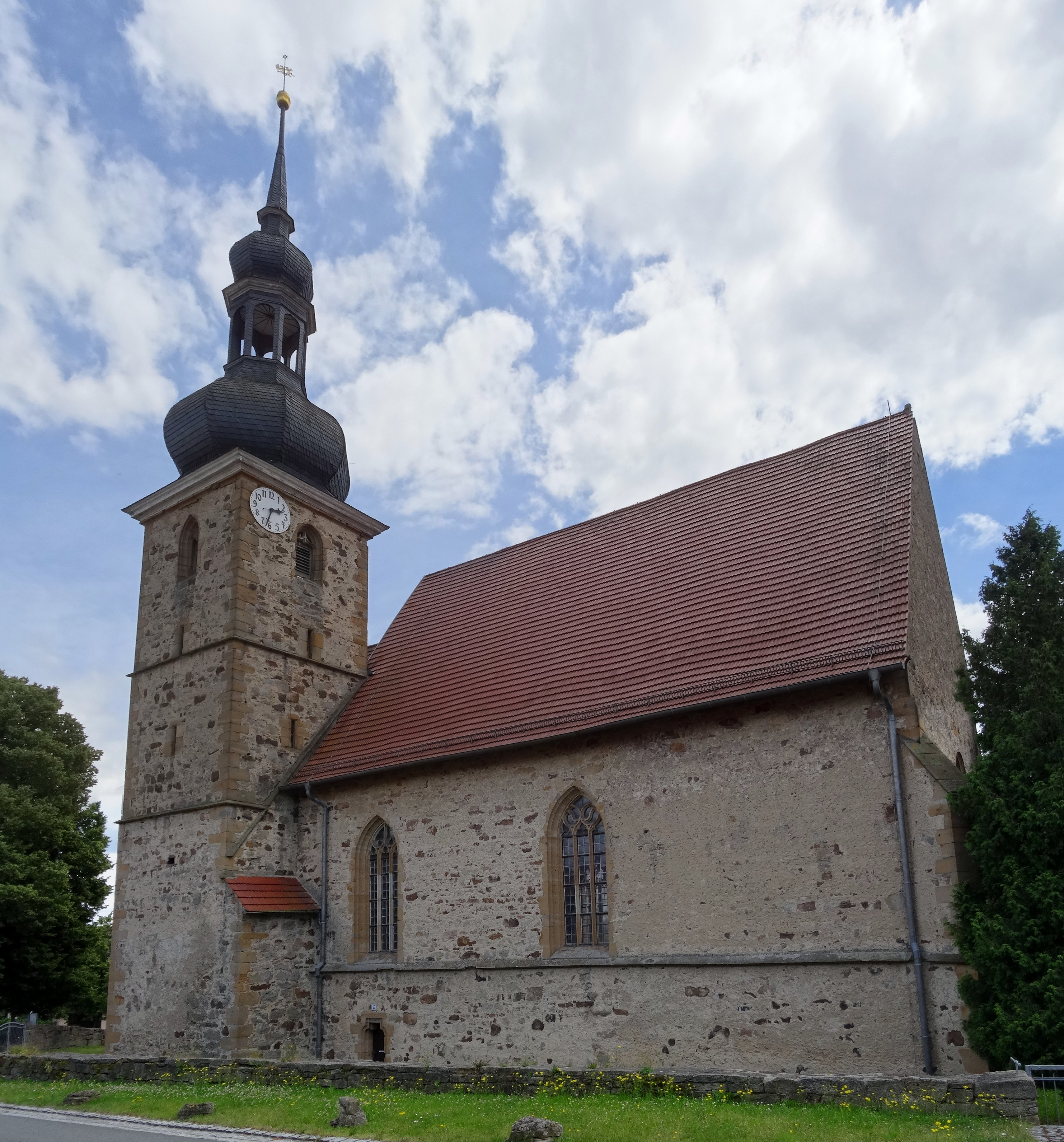
St. Leo (Bibra)

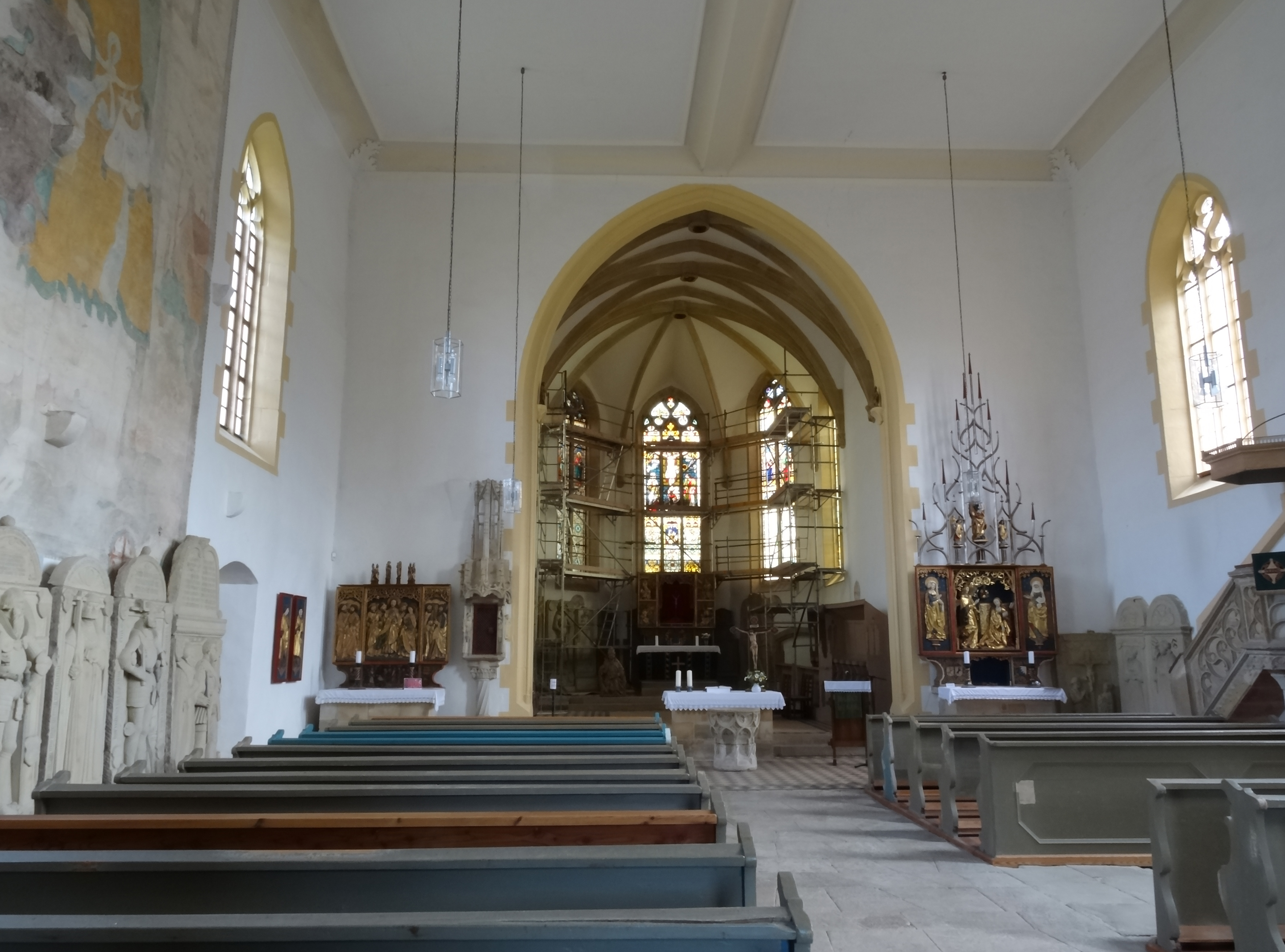
Innenansicht nach Osten

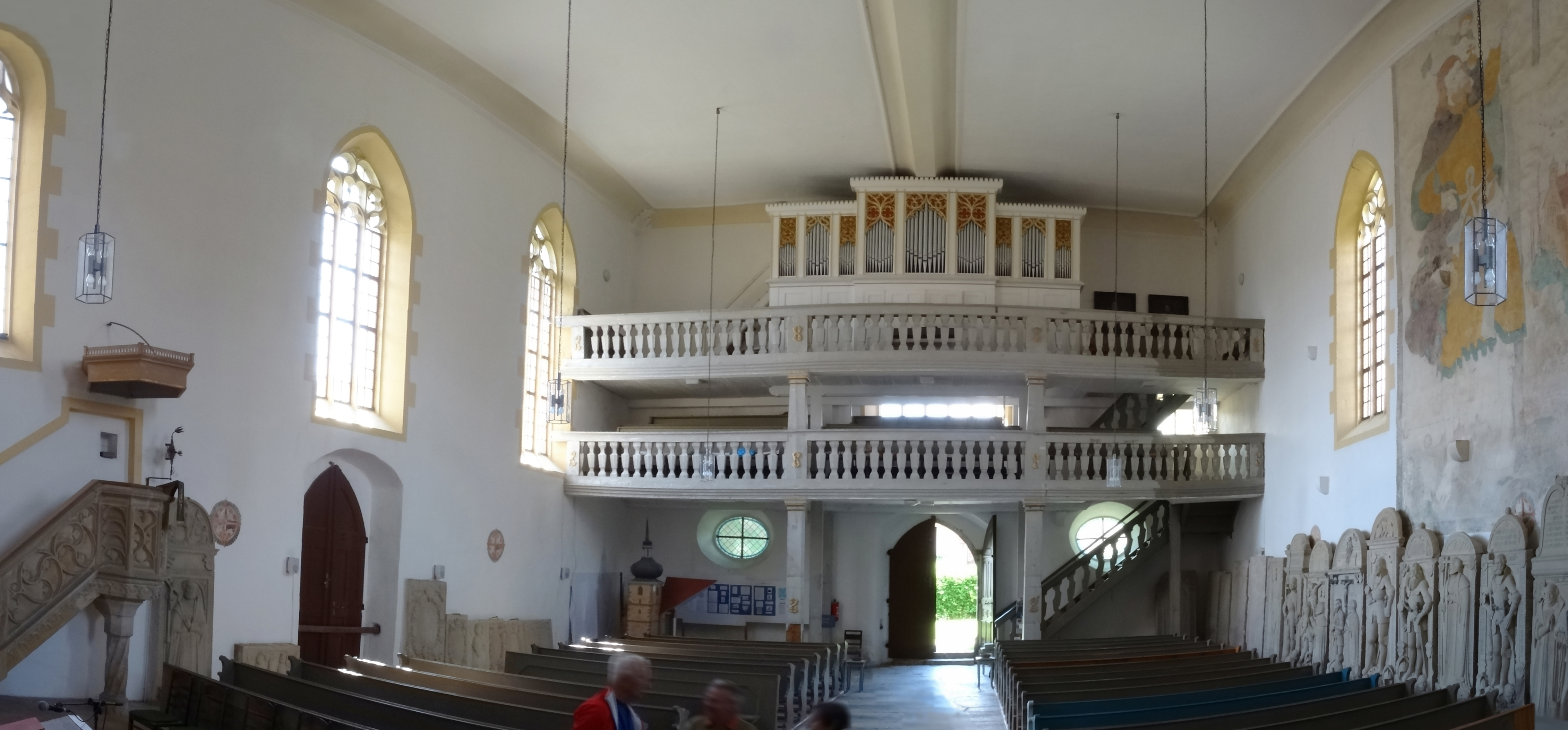
Innenansicht nach Westen

Die evangelische Dorfkirche St. Leo in Bibra ist eine spätgotische Kirche im Ortsteil Bibra der Gemeinde Grabfeld im Landkreis Meiningen-Schmalkalden in Thüringen. Sie gehört zur Kirchengemeinde Bibra im Kirchenkreis Meiningen der Evangelischen Kirche in Mitteldeutschland. Sie ist wegen ihrer reichen Ausstattung mit künstlerisch bedeutenden Skulpturen aus der Schule Tilman Riemenschneiders bekannt. Die Kirche ist eine der wenigen gotischen Kirchen in der Region, deren Architektur von künstlerischer Bedeutung ist.

## Geschichte und Architektur
Die Kirche St. Leo in Bibra wurde wesentlich durch Kilian von Bibra gefördert und durch Lorenz von Bibra und Albrecht von Bibra weitergeführt. Am 16. Juli 1492 wurde der Grundstein für das Gebäude in Gegenwart mehrerer Familienangehöriger derer von Bibra gelegt. Die Kirche erhielt das Patrozinium Leos des Großen. Anfang der 1520er Jahre war der Müntzer-Anhänger und spätere Täufer Hans Hut Kirchdiener in St. Leo.
Im Jahr 1749 wurde die Flachdecke stuckiert und die obere Westempore eingebaut, im Jahr 1768 Doppelemporen an der Nordseite eingebaut, die in den Jahren 1957/1958 wieder entfernt wurden. Im Jahr 1892 wurden die Chorfenster restauriert, im Jahr 1934 erfolgte eine Ausmalung und Restaurierung der Altäre. Bei der Restaurierung 1957/1958 wurden neben den Änderungen an den Emporen auch Freilegungen und Restaurierungen an den 1934 entdeckten Wandmalereien vorgenommen und das Sakramentshaus wieder angebracht. In den Jahren 1970/1971 wurde der Apostelaltar restauriert, in den Jahren nach 1985 der Marienaltar und 1990/1991 der Turm.
Die Kirche ist ein schlichter spätgotischer Saalbau aus Bruchsteinmauerwerk mit einem eingezogenen Chorraum von zwei Jochen, der in einem Fünfachtelschluss endet. An den Chorraum schließen sich nach Norden der Kirchturm und nach Süden die Sakristei an. Einzig der Chor ist mit Kreuzrippengewölben geschlossen; das ehemals als dreischiffiges Bauwerk geplante Langhaus schließt mit einer Flachdecke aus der Barockzeit. Es ist anzunehmen, dass eine Einwölbung des Schiffs nicht beabsichtigt war, weil an den Langhausseiten im Gegensatz zum Chor keine Strebepfeiler vorhanden sind. Dreibahnige Spitzbogenfenster mit spätgotischem Maßwerk beleuchten das Innere, allein das Westfenster besitzt fünf Bahnen. Hohe, ziegelgedeckte Satteldächer schließen den Chor und das Langhaus ab. Der Turm wird seit 1731 durch eine barocke Zwiebelhaube mit Laterne abgeschlossen. Die Kirche wird durch je ein Portal im Westen und auf der Südseite erschlossen.

## Ausstattung

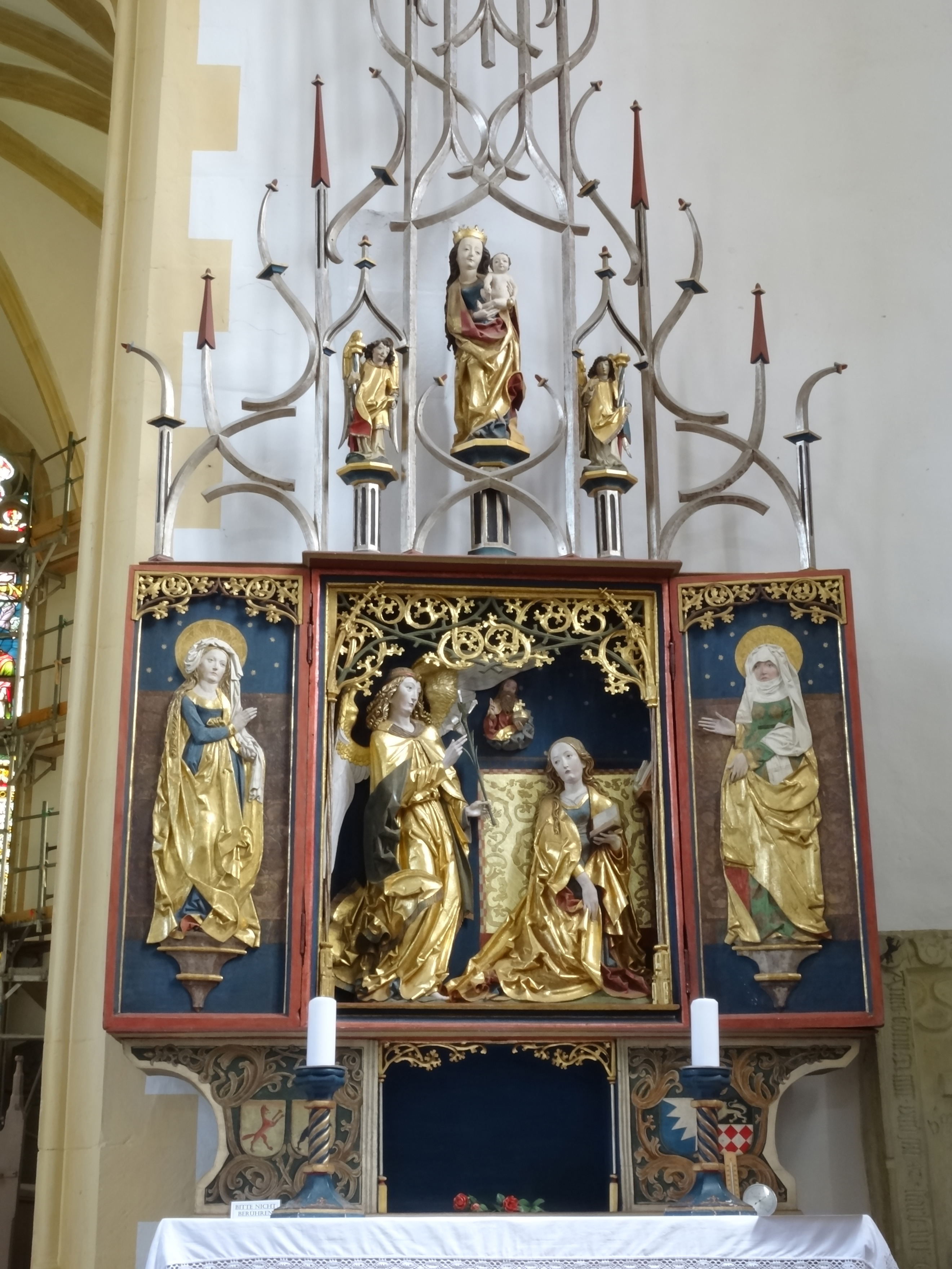
Marienaltar

Mit der Ausstattung der Kirche in Bibra wurde wohl durch Lorenz von Bibra die Bildhauerwerkstatt Tilman Riemenschneiders beauftragt. Als Bischof von Würzburg betraute er Tilman Riemenschneider mit der Schaffung seines Grabmals, das noch heute im Würzburger Dom erhalten ist.
Hauptstücke der Ausstattung sind drei spätgotische Flügelaltäre, die den sensiblen, differenzierten Stil Riemenschneiders zeigen. Sie werden zumindest in Teilen Riemenschneider als eigenhändige Werke zugeschrieben. Alle Altäre sind bemalt und teilweise vergoldet. Beim Marienaltar wurde das Gesprenge 1934 ergänzt.

### Kirchenväteraltar
Der Kirchenväteraltar zeigt im Mittelschrein Leo den Großen, umgeben von vier vergoldeten Reliefs, welche die Doktoren der Kirche Ambrosius, Augustinus, Hieronymus und Gregor den Großen mit je einem Evangelistensymbol zeigen. Vergleiche mit anderen Arbeiten Riemenschneiders lassen den Schluss zu, dass Riemenschneider in Leo dem Großen den Auftraggeber Lorenz von Bibra porträtähnlich dargestellt hat. Auf den Außenseiten sind Gemälde mit Darstellungen (von links) der Heiligen Timotheus, Bonifatius, Burghard und Martin zu finden. Auf der Rückseite des Schreins sind Fragmente einer Darstellung des Schweißtuchs der heiligen Veronika erhalten. Das Gesprenge ist verloren. In der Predella sind die gemalten Ahnenwappen des Lorenz von Bibra zu sehen.

### Marienaltar

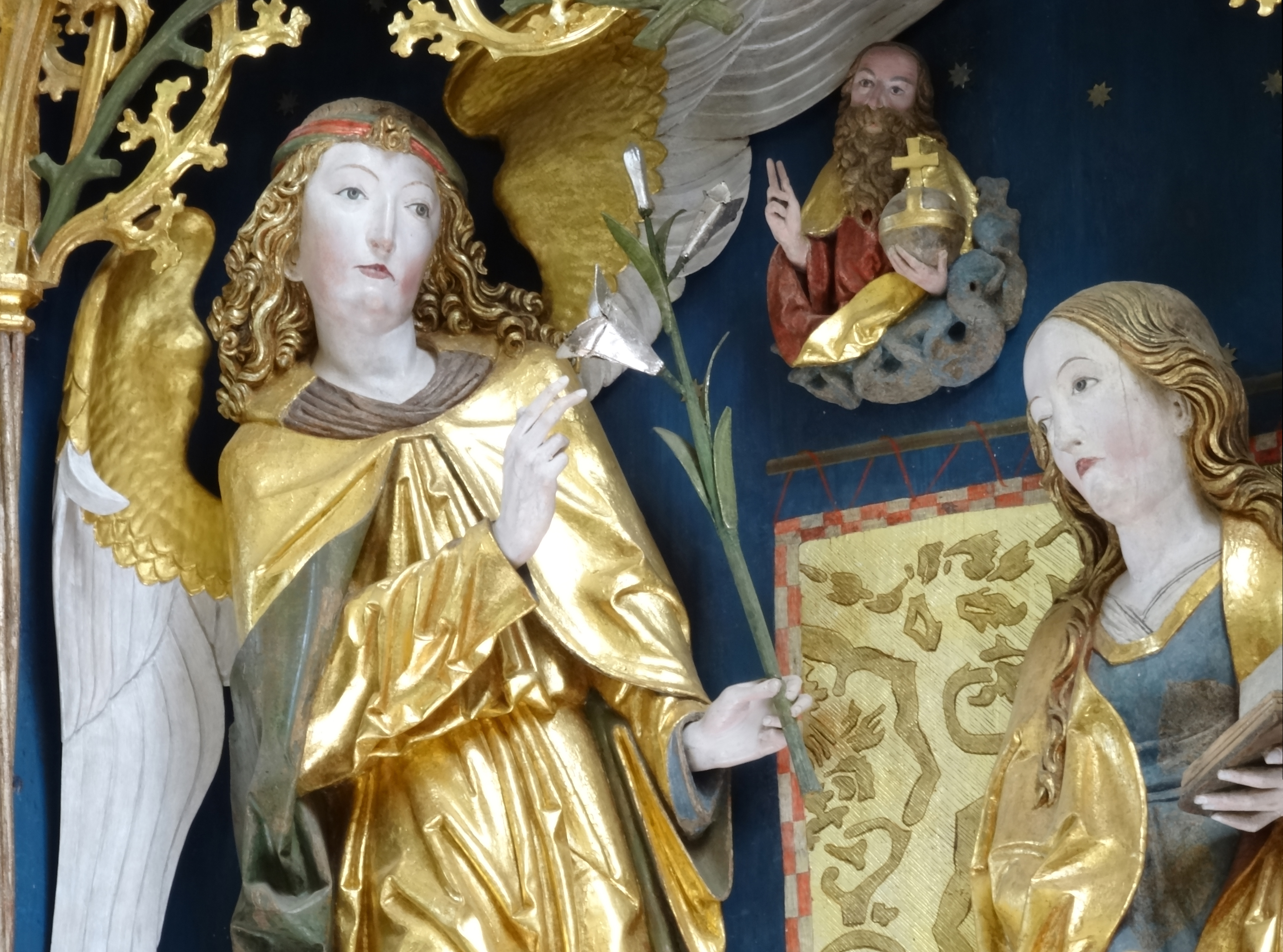
Verkündigung aus dem Marienaltar

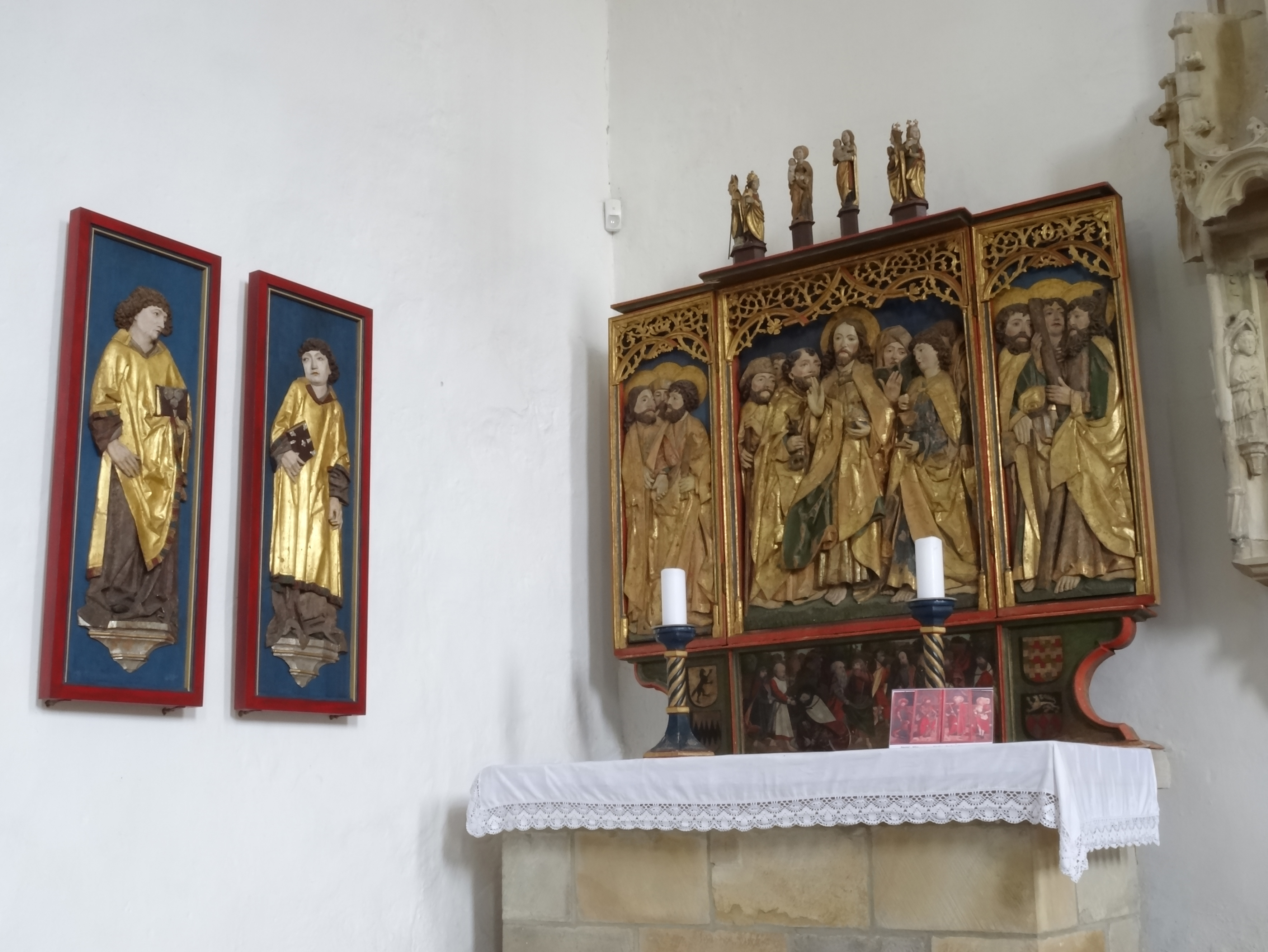
Apostelaltar

Der Marienaltar zeigt im Schrein den Englischen Gruß in künstlerischer Vollendung. Auf den Seitenflügeln sind Maria und Elisabeth zu sehen, die nach Lk 1,36  miteinander verwandt sind. Die Hand der Elisabeth ist eine ungeschickte Ergänzung. Außen sind Gemälde (von links) mit der Darstellung Jesu im Tempel, der Verkündigung, der Geburt erhalten, ein weiteres ist verloren. Die Predella ist mit vier gemalten Ahnenwappen der Kirchenstifter versehen.

### Apostelaltar
Der Apostelaltar ähnelt dem Windsheimer Zwölfbotenaltar Riemenschneiders. Er zeigt die Aussendung der Jünger als Missionare durch Christus. Anstelle des Judas ist unter den Jüngern Maria dargestellt. Auf den Seitenflügeln sind je drei Apostel gruppiert dargestellt. Auf der Außenseite sind Gemälde mit Darstellungen (von links) des Evangelisten Markus, der Apostel Petrus und Paulus sowie des heiligen Hubertus zu finden. Das Gesprenge ist nicht erhalten, an dessen Stelle sind kleine Figuren von Prozessionsstangen angebracht. Die Predella zeigt Gemälde des Apostelauszugs und Ahnenwappen des Lorenz von Bibra.

### Weitere Ausstattung
Der Taufstein ist eine spätgotische Bildhauerarbeit in Kelchform, die mit gekreuzten Kielbögen verziert ist. Die Kanzel ist ebenfalls spätgotisch und zeigt in den Feldern des Korbs und der Treppe Maßwerkornamente. Eine Sakramentsnische mit Gittertür und Bekrönung durch einen vielfach untergliederten Turm ist gleichfalls reich mit spätgotischer Ornamentik verziert und in die Ostwand des Schiffes eingelassen.
Auf dem steinernen Altar unter dem Chorbogen ist ein Kruzifix von 1460 aufgestellt; ein weiteres aus dem Umkreis Riemenschneiders befindet sich im Besitz der Kirche. Die Orgel ist ein Werk des Orgelbauers Michael Schmidt aus Schmiedefeld aus dem Jahr 1855 mit 24 Registern auf zwei Manualen und Pedal und wurde 1994 durch die Firma Hoffmann Orgelbau restauriert.

### Grabdenkmäler

Grundriss St. Leo

Zahlreiche frühneuzeitliche Grabsteine mit figürlichen Darstellungen sind an den Wänden des Langhauses aufgestellt. In Chor und Schiff sind insgesamt 37 Grabsteine und Gedenktafeln aufgestellt (mit zwei Ausnahmen alle für Familienmitglieder derer von Bibra), darunter der Grabstein des Hans von Bibra aus der Zeit um 1500, der ebenfalls Riemenschneider zugeschrieben wird. Er wird durch Georg Dehio als eine „Wiederholung des Schaumbergdenkmals in der Marienkapelle in Würzburg“ bezeichnet. Ebenfalls als eigenhändige Arbeit Riemenschneiders wird die gefasste Holzfigur des heiligen Kilian angesehen, die mit der entsprechenden Figur vom Hochaltar des Würzburger Doms eng verwandt ist. Unter den Bildnisgrabsteinen sind sieben vom Meister IH, der auch in den Orten Ellingshausen, Meiningen, Nordheim im Grabfeld und Ostheim vor der Rhön nachweisbar ist, sowie fünf von einem Meister IE.

### Geläut
Die Kirche hat ein dreistimmiges Durgeläut mit den Tönen f′, a′ und c′. Die älteste Glocke, die Annaglocke, ist eine Stiftung des Lorenz von Bibra und wurde im Jahr 1513 gegossen.

### Fenster
Im Mittelfenster des Chores sind unter einer Kreuzigungsszene von 1902 die Wappenscheiben der drei Kirchenstifter (Lorenz und Albrecht von Bibra, 1503, sowie des Kilian von Bibra, ersetzt 1892) zu sehen.

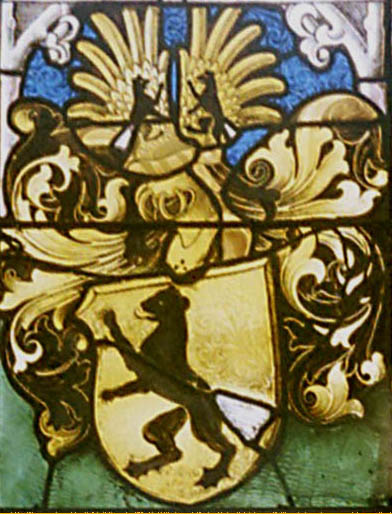
Wappenscheibe Albrecht von Bibra
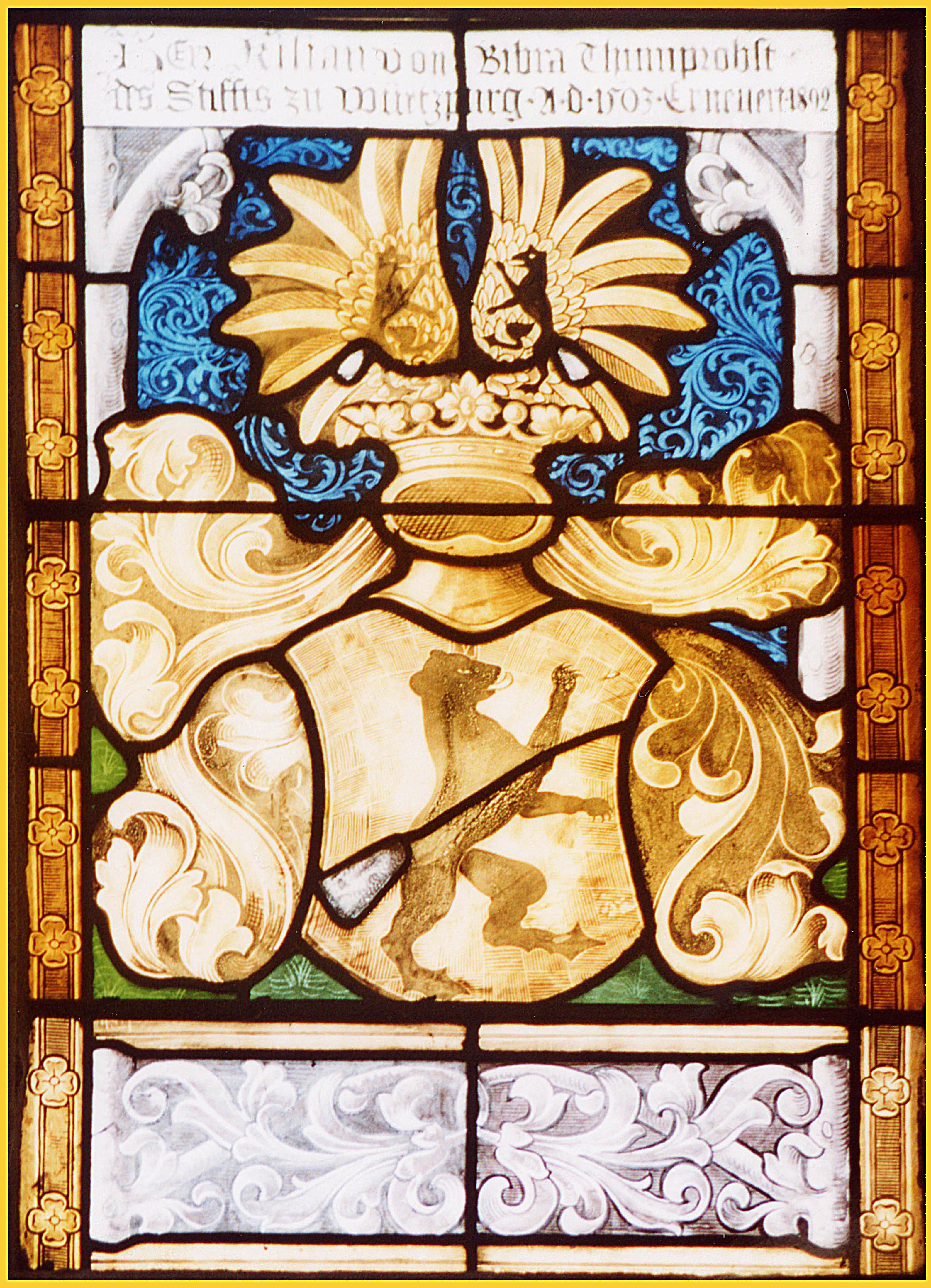
Wappenscheibe Kilian von Bibra
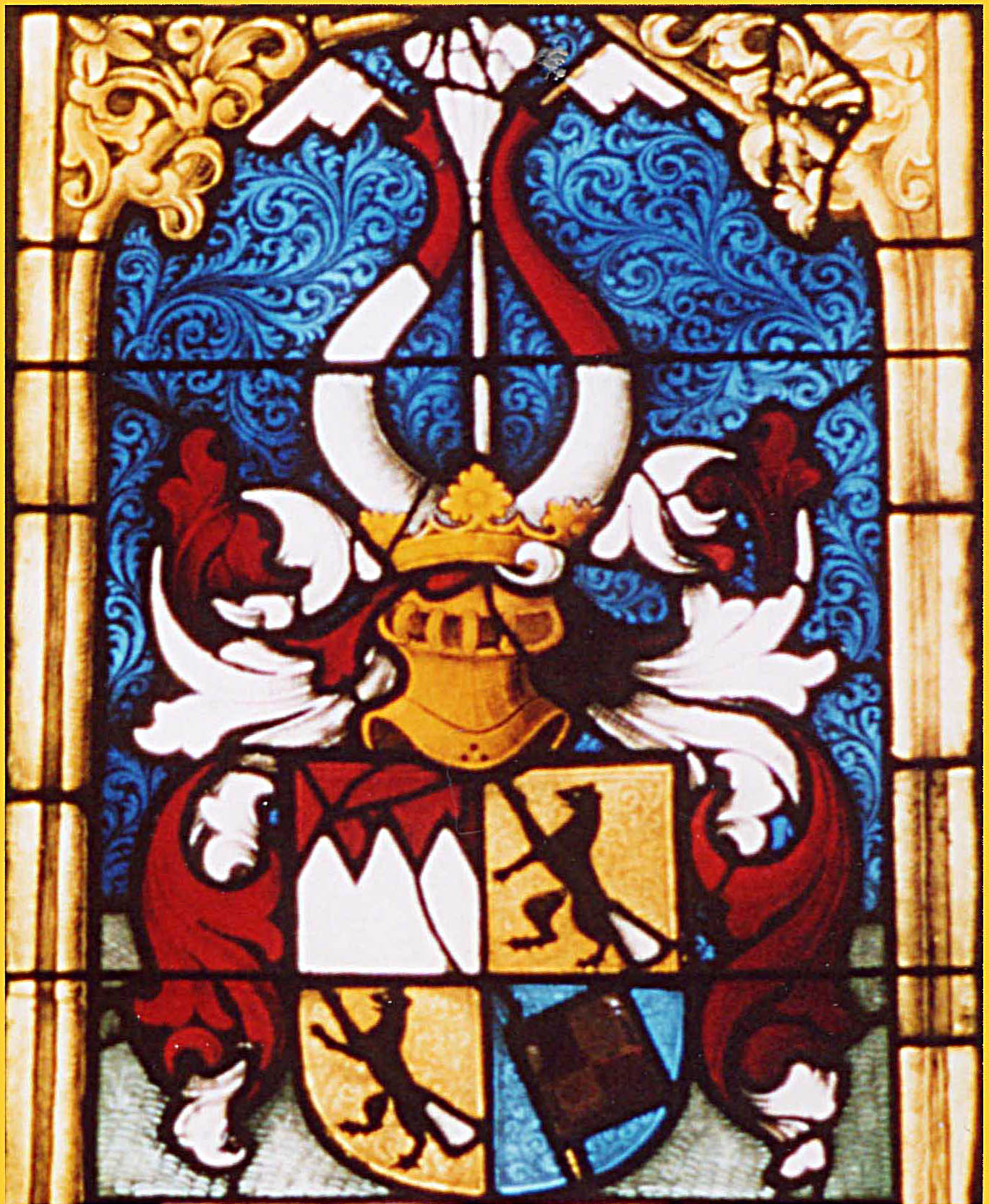
Wappenscheibe Lorenz von Bibra